# 7. marts
7. marts er dag 66 i året i den gregorianske kalender (dag 67 i skudår). Der er 299 dage tilbage af året.

### Begivenheder
Født - Dødsfald
- 1793 - Frankrig erklærer Spanien krig.
- 1876 - Telefonen patenteres af Alexander Graham Bell.
- 1897 - Dr. John Kellogg serverer verdens første cornflakes for sine patienter på et sindssygehospital i Battle Creek, Michigan.
- 1912 - En franskmand gennemfører første non-stop flyvetur fra Paris til London.
- 1926 - Første vellykkede telefonsamtale mellem London og New York City.
- 1933 - Charles Darrow opfinder spillet "Monopoly" (matador). Den første udgave tager udgangspunkt i hans hjemby, Atlantic City.
- 1936 - Tyske troppper besætter Rhinlandet.
- 1941 - Engelske tropper ankommer til Grækenland.
- 1945 - De allierede indtager Köln og bygger en bro over Rhinen ved Remagen.
- 1965 - Amerikanske marinesoldater landsættes i Sydvietnam.
- 1969 - Golda Meir vælges som den første kvindelige premierminister i Israel.
- 1977 - Bryggerierne Ceres i Aarhus, Thor i Randers og Urban i Aalborg slutter sig sammen i Jyske Bryggerier A/S.
- 1979 - Videnskabsmænd opdager en ring omkring Jupiter ved studium af billeder, som er taget fra Voyager 1.
- 1989 - Storbritannien afbryder de diplomatiske forbindelser med Iran som følge af fatwaen mod Salman Rushdie.
- 1995 - Den amerikanske præsidentfrue Hillary Clinton kommer til København for at deltage i FN's sociale topmøde.
- 1996 - Det første billede af Plutos overflade frigives. Det er optaget med Hubble-rumteleskopet.
- 1999 - 5th Screen Actors Guild Awards afholdes.
- 2004  - Bodilprisen uddeles for 57. gang i Imperial i København.

### dødsfald
- 1481 - Baldassarre Peruzzi, italiensk maler og arkitekt (død 1536).
- 1765 - Nicéphore Niépce, fransk fysiker (død 1833).
- 1788 - Antoine César Becquerel, fransk fysiker (død 1878).
- 1791 - Johan Jørgensen Jomtou, dansk litterat (død 1866).
- 1850 - Tomáš Masaryk, tjekkoslovakisk statsmand og præsident (død 1937).
- 1872 - Piet Mondrian, hollandsk maler (død 1944).
- 1875 - Maurice Ravel, fransk komponist (død 1937).
- 1877 - Thorvald Ellegaard, dansk cykelrytter (død 1954).
- 1887 - Heino Eller, estisk komponist (død 1970).
- 1908 - Anna Magnani, italiensk skuespiller (død 1973).
- 1915 - Svjatoslav Richter, ukrainsk pianist (død 1997).
- 1915   - Jacques Chaban-Delmas, fransk politiker og premierminister (død 2000).
- 1916 - G.A.L. Thorsen, dansk opfinder, entreprenør og rigmand (død 1992).
- 1922 - Ejner Johansson, dansk kunsthistoriker og filminstruktør (død 2001).
- 1928 - Elin Reimer, dansk skuespillerinde (død 2022).
- 1930 - Lord Snowdon, engelsk fotograf og politiker.
- 1940 - Rudi Dutschke, tysk studenterleder (død 1979).
- 1940   - Ebbe Kløvedal Reich, dansk forfatter (død 2005).
- 1941 - Lars Bonnevie, dansk forfatter.
- 1945 - Steffen Møller, dansk økonom.
- 1945   - Birger Peitersen, dansk cand.mag. og tidligere fodboldtræner.
- 1946 - Bente Clod, dansk forfatter.
- 1947 - Tabitha Vinten, dansk skuespiller.
- 1951 - Ulla Henningsen, dansk skuespillerinde og sangerinde.
- 1956 - Madeleine Røn Juul, dansk teaterchef og instruktør
- 1959 - Lars Thiesgaard, dansk skuespiller, tegnefilmsdubber og dialoginstruktør
- 1960 - Ivan Lendl, tjekkisk tennisspiller.
- 1964 - Bret Easton Ellis, amerikansk forfatter.
- 1965 - Jesper Parnevik, svensk golfspiller.
- 1971 - Peter Sarsgaard, amerikansk skuespiller.
- 1972 - Rasmus Nøhr, dansk musiker og sangskriver.
- 1972   - Katrine Madsen, dansk jazzsanger.

### født
- 322 f.Kr. - Aristoteles, græsk filosof (født 384 f.Kr.).
- 161  - Antoninus Pius, romersk kejser (født 86).
- 1274 - Thomas Aquinas, italiensk filosof og teolog (født ca. 1225).
- 1942 - Erik Clausen, dansk skuespiller og instruktør (født 1942).
- 1953 - Max Rée, dansk scenograf og kostumedesigner (født 1889).
- 1965 - Louise Mountbatten, dronning af Sverige (født 1889).
- 1976 - Tove Ditlevsen, dansk forfatter (født 1917).
- 1992 - Gunnar Sträng, tidligere svensk finansminister (født 1906).
- 1993 - Flemming John Olsen, dansk filmproducent (født 1923).
- 1999 - Stanley Kubrick, amerikansk filminstruktør (født 1928).
- 2005 - Ib Rehné, dansk journalist (født 1922).
- 2018 - Theodore Antoniou, græsk komponist (født 1935).

|  | Denne datoartikel kan blive bedre, hvis der indsættes et (bedre) billede Du kan hjælpe ved at afsøge Wikimedia Commons for et passende billede eller uploade et godt billede til Wikimedia Commons iht. de tilladte licenser og indsætte det i artiklen. |